# Jiří Louda
Jiří Louda (3. října 1920 Kutná Hora – 1. září 2015 Olomouc) byl český heraldik, knihovník a voják. K jeho nejvýznamnějším heraldickým počinům patří návrh současného českého státního znaku, podobně jako jeho varianty pro ČSFR. Nicméně také vytvořil znaky pro stovky dalších českých obcí. Byl členem Mezinárodní heraldické akademie (Académie Internationale d´Heraldique) se sídlem v Ženevě, členem Britské heraldické společnosti (Heraldry Society) v Londýně, členem Society of Heraldic Arts, členem Francouzské heraldické společnosti (Société Française d'Héraldique et de Sigillographie) a členem Heraldické komise českého Parlamentu.

## Životopis
Pocházel z rodiny profesora kreslení v Kutné Hoře, kde také odmaturoval na místní reálce v roce 1938. Následně se přihlásil na ČVUT, kde ho zastihl povolávací rozkaz během mobilizace. Z armády byl propuštěn již v roce 1939 a odešel do ciziny, přes Polsko a Francii, kde vstoupil do cizinecké legie, se dostal do Spojeného království, kde nastoupil k parašutistům. Podle vlastních slov se roku 1940 účastnil odklízení trosek po bombardování Coventry. Při výsadkářském výcviku se Louda setkal s Viliamem Gerikem, o kterém v roce 2008 řekl: „Gerik byl sympatický komunikativní chlapík. Doplatil na to, že po seskoku do Protektorátu už na kontaktních adresách nikoho nenašel a na posledním místě mu prý řekli, že ho budou muset udat. V zoufalství se raději na gestapu přihlásil sám a pochopitelně prozradil některé spojky. Přesto bych ho nesrovnával s Karlem Čurdou.“ Louda byl připraven do výsadku Bronse jako radista. Při parašutistickém výcviku si zlomil meniskus, a tak byl poslán na zpravodajskou radiostanici. Dvě letadla s členy Operace Iridium a Operace Bronse, které se Louda nakonec nezúčastnil, byla Němci sestřelena u Mnichova, když se vracela z nezdařeného výsadku nad Protektorátem. Loudův tatínek s bratrem Zdeňkem byli za války internováni Němci v internačním táboře Svatobořice.
Ve Spojeném království se seznámil s teorií heraldiky a nechal se značně ovlivnit postupy britské heraldiky. Po válce se navrátil do obnoveného Československa, kde byl za svoje zásluhy mimo jiné vyznamenán v roce 1946 Československým válečným křížem. V této době se také setkal s Karlem VI. Schwarzenbergem, od kterého se učil především základům české heraldiky.
Po převzetí moci komunisty v únoru 1948 byl poslán na dovolenou a posléze z armády propuštěn v hodnosti kapitána. Sice nebyl degradován, ale byl bez soudu uvězněn na Mírově, kde zůstal do roku 1950. Poté pracoval u lesnického úřadu. V roce 1953 si našel novou práci ve Vědecké knihovně v Olomouci, kde zůstal až do roku 1976. Od té doby se věnoval plně heraldice, nicméně ještě během působení v knihovně navrhl první znak Havířovu v roce 1966 a v roce 1968 navrhl první koncept jednoho znaku pro Čechy, Moravu a Slezsko, ze kterého vychází i ten současný. V roce 1968 byl rehabilitován a povýšen do hodnosti majora.
Kritizoval socialistický znak Československa, protože obsahoval neheraldické prvky, a kvůli tomu byl pozván prezidentem Václavem Havlem v roce 1989 na Pražský hrad za účelem návrhu nového znaku. Jeho návrh se osvědčil, a proto byl přizván i k tvorbě znaku pro samostatné Česko.
V roce 1991 se mu dostalo rehabilitace a byl povýšen na plukovníka ve výslužbě. Roku 1996 se dočkala publikace kniha Království české, na které začal pracovat ještě s Karlem Schwarzenbergem v roce 1947. Jako první Čech se stal akademikem Mezinárodní heraldické akademie v roce 2000. Dne 9. března 2001, na žádost tehdejšího hejtmana Jana Březiny, vytvořil znak a vlajku Olomouckého kraje. V roce 2003 navrhl znak a vlajku obci Bohdalec na Vysočině. Dne 28. června 2004 mu byl Univerzitou Palackého v Olomouci udělen čestný doktorát za celoživotní heraldické dílo. Dne 10. října 2006 jej zastupitelé Kutné Hory jmenovali čestným občanem. Byl také členem parlamentního podvýboru pro heraldiku.
Dne 2. října 2021, v předvečer Loudových nedožitých 101. narozenin, mu byla na domě v Kutné Hoře, kde prožil dětství a mládí, odhalena pamětní deska. Od října 2023 nese jeho jméno nová ulice v kutnohorské městské části Žižkov – "Plk. Loudy".

## Osobní znak
Jiří Louda si také sám vytvořil vlastní osobní znak, který by bylo možno blasonovat asi takto:
| „ | V červeném štítu stříbrné břevno, nad ním je stříbrná šestihrotá hvězda mezi dvěma kráčejícími čelně hledícími lvy a pod ním stříbrný okřídlený padák. Na štít je postavena korunovaná kolčí přilba s červeno-stříbrnými přikryvadly. Klenotem jsou dvě červená orlí křídla, mezi nimi je postaven stříbrný meč se zlatým jílcem. Pod štítem je zavěšen Československý válečný kříž z roku 1939 a Čs. vojenská medaile za zásluhy. Znak doprovází heslo: Quo fas et gloria ducunt. | “ |

Tinktura pozadí, břevno a šestirohá hvězda vychází ze znaku husitského hejtmana Matěje Loudy z Chlumčan. Figura okřídleného padáku a dvou lvů odkazuje na účast u britské parašutistické jednotky. Heslo Quo fas et gloria ducunt znamená Kam vede právo a sláva a společně s mečem v klenotu náleží k Loudově zapojení se v zahraničním odboji. Odznaky přivěšené pod štítem přináležejí k důležitým válečným vyznamenáním, kterými byl Louda vyznamenán.

## Dílo

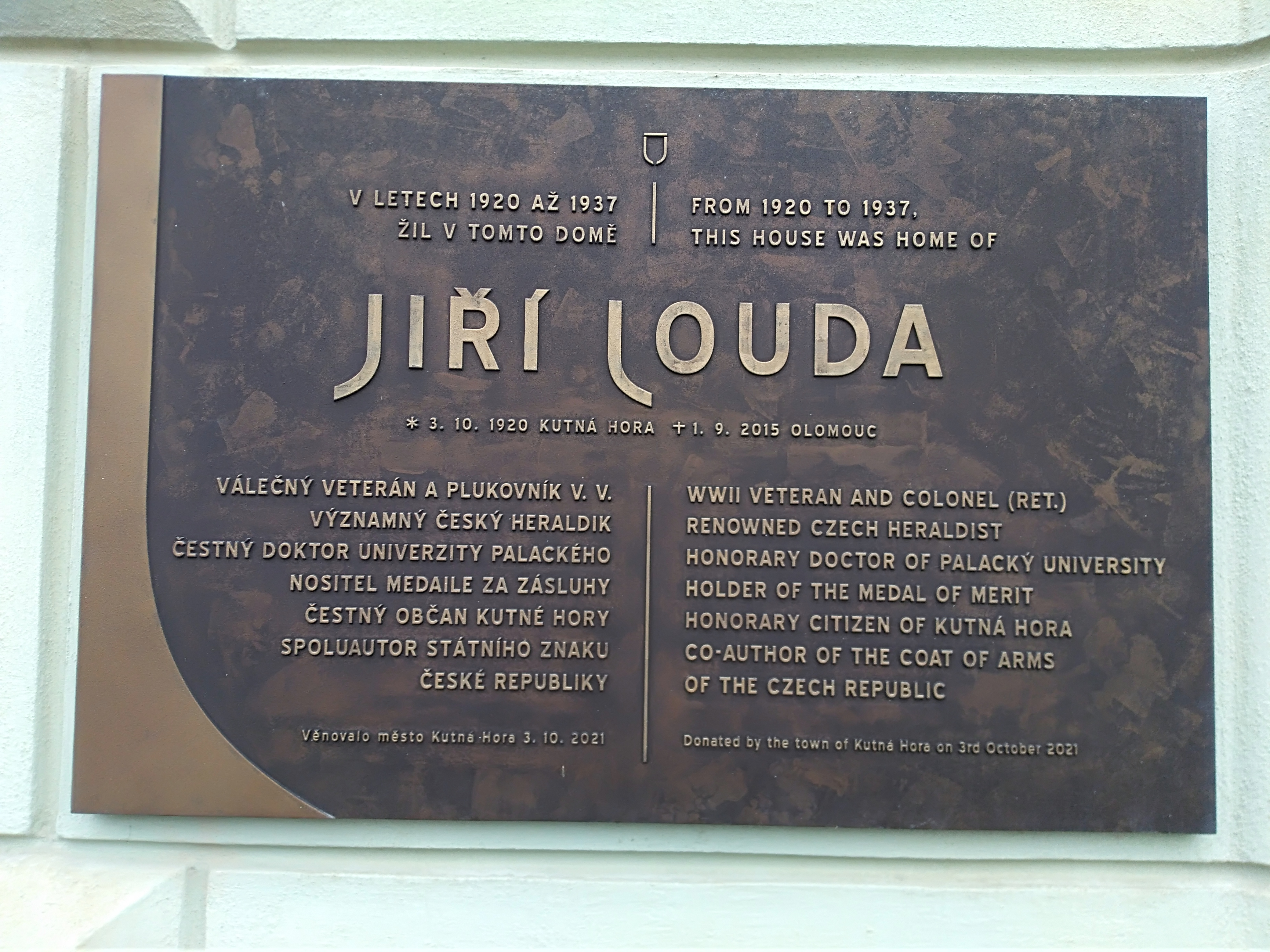
Pamětní deska v Kutné Hoře

Vytvořil zhruba dvě stovky symbolů měst a obcí. Dále znak České republiky a prezidentskou vlajku v roce 1992.